# TRAVELLING WITHOUT MOVING
『TUDOR TRAVELLING WITHOUT MOVING』（テューダー・トラベリング・ウィズアウト・ムービング）は、J-WAVEのラジオ番組である。
ナビゲーター（パーソナリティ）は野村訓市。

## 概要
「TRAVELLING WITHOUT MOVING」＝動かない旅をキーワードに、クリエイター・俳優の野村訓市が自身の旅経験からのトークと、リスナーから寄せられるメッセージとリクエスト曲で構成される番組。
主な番組の流れとして、前半がリスナーからのメッセージとリクエスト曲、後半が野村自身の旅を中心とした様々な経験からのトークの構成であるが、全編リスナーからのメッセージとリクエスト曲のみで放送することがある。
2023年9月までエンディングにてスポンサーであったキュレーションサイト「antenna*」から、野村が番組内容からセレクトした記事紹介があった。
一度かけたリクエスト曲は二度とかけることはなく、該当曲のリクエストがあった場合はカバー版もしくは同一アーティストの別の曲をかけるのが通例である。
2024年5月に番組500回を記念し、毎週メッセージが採用されたリスナー1名へ番組オリジナルTシャツのプレゼントを開始。同年10月には番組開始10周年を迎え、同月13日から過去放送分のトーク部分のみ抜粋した上でポッドキャスト配信が開始された。

### 番組スポンサーと番組名の変遷
放送開始から2019年9月29日放送分までantenna*一社提供のため、番組名は『antenna* TRAVELLING WITHOUT MOVING』であったが、2019年10月6日放送分より複数社提供となり、番組名からスポンサー名が外れて『TRAVELLING WITHOUT MOVING』へ変更。2020年7月5日放送分から冠スポンサーがTudorへ変更され、番組名が『TUDOR TRAVELLING WITHOUT MOVING』へ再変更された。
その後、antenna*がスポンサーを降りたことにより2023年10月1日放送分からTudor単独提供となるが、2024年にエクスペディアが加わり再び複数社提供となる。

## 放送時間・放送局
かつてJFL系列局へネットされていたが、2018年4月以降はJ-WAVEのみ放送を継続。
| 放送対象地域 | 放送局           | 放送時間                                | 放送期間                                                              |
| ------------ | ---------------- | --------------------------------------- | --------------------------------------------------------------------- |
| 東京都       | J-WAVE（制作局） | 日曜 20:00 - 20:54                      | 2014年10月5日 -                                                       |
| 大阪府       | FM802            | 月曜 0:00 - 0:54 （日曜 24:00 - 24:54） | 2015年4月6日 - 2018年3月26日 （2015年4月5日深夜 - 2018年3月25日深夜） |
| 愛知県       | ZIP-FM           | 日曜 20:00 - 20:54                      | 2015年10月4日 - 2017年3月26日                                         |
| 北海道       | FM NORTH WAVE    | 日曜 21:00 - 21:54                      | 2015年10月4日 - 2017年3月26日                                         |
| 福岡県       | CROSS FM         | 日曜 23:00 - 23:54                      | 2015年10月4日 - 2017年3月26日                                         |